# Ecosistema lótico

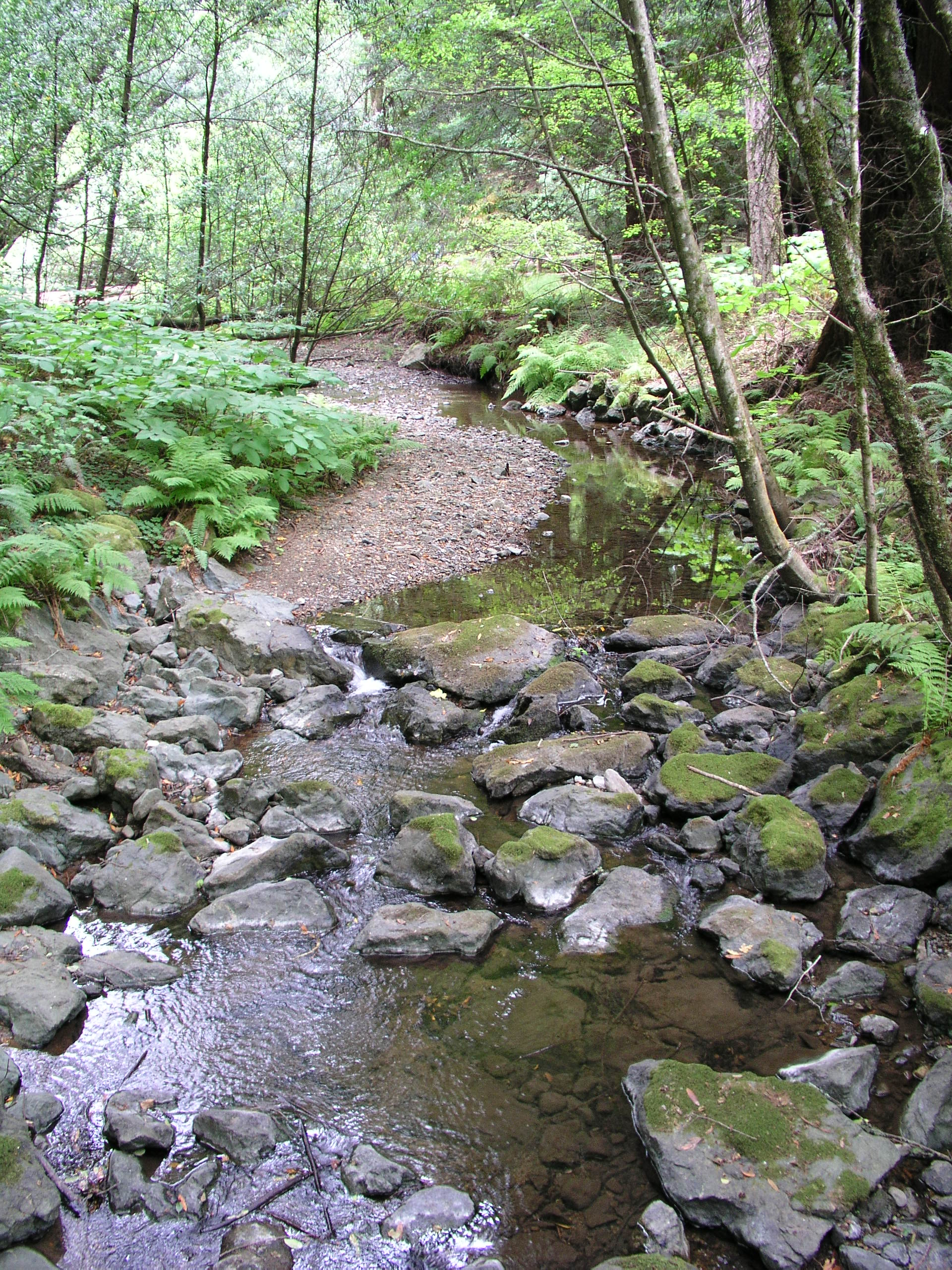
Este arroyo del Parque nacional Redwood puede considerarse ecosistema lótico.

Un ecosistema lótico es el ecosistema de un río, arroyo o manantial, en el cual el movimiento del agua es predominantemente en una dirección, siguiendo el curso que tenga el cuerpo, afectado por factores físicos como: pendiente, caudal, profundidad, sinuosidad, entre otros.
El adjetivo lótico se refiere al agua fluvial, del Latín lotus, participio pasado de lavere, lavar. Los ecosistemas lóticos pueden contrastarse con los ecosistemas lénticos, término que abarca las aguas terrestres relativamente estancadas tales como lagos y estanques. Juntos, estos dos ecosistemas forman el campo de estudio general de la limnología, que puede contrastarse con la oceanografía. 
Las aguas lóticas pueden tener diversas formas, del venero con unos cuantos centímetros a los grandes ríos con un cauce de varios kilómetros de ancho.
A pesar de tales diferencias, las siguientes características comunes hacen de la ecología de las corrientes de agua un hábitat único, distinto de otros hábitats acuáticos:
- El flujo es unidireccional.
- Presenta un estado de cambio físico continuo.
- Hay muchos grados de heterogeneidad espacial y temporal, a todas las escalas (micro-hábitats).
- Gran diversidad de ecosistemas lóticos.
- La biota está especializada para vivir en condiciones fluviales.

El movimiento del agua en los ríos y arroyos se caracterizan por ser predominantemente un movimiento horizontal unidireccional. Existe una interacción continua con su cuenca hidrográfica, donde se produce la contribución permanente de material alóctono, principalmente de origen orgánico (hojas, frutos, insectos acuáticos). 
Por otro lado, la producción de material autóctono en estos ecosistemas se encuentra asociada a la disponibilidad de luz y consecuentemente a la productividad primaria.
La fauna de invertebrados es dominada por la comunidad bentónica y la de vertebrados por peces.
La compleja interacción de la biota con el ambiente físico y químico en esos sistemas es bastante influenciada por la velocidad de la corriente, que abarca la dinámica de transporte de energía y ciclo de materiales.